# Nachal Kankan
Nachal Kankan (hebrejsky: נחל קנקן) je vádí v Dolní Galileji, v severním Izraeli.
Začíná v nadmořské výšce okolo 50 metrů západně od města Tamra, na okraji pobřežní nížiny, respektive Zebulunského údolí. Směřuje potom skrz toto údolí k západu, kde ústí zprava do vádí Nachal Evlajim.